# Освободительная армия народов Малайи
Освободительная армия народов Малайи (точный перевод названия), или Народно-освободительная армия Малайи (малайский : Tentera Pembebasan Rakyat Malaya) — вооружённое крыло Коммунистической партии Малайзии, основанной в 1949 году. В её ряды входило около 8 000 человек.

## История
Была наследницей Антияпонской армии народов Малайи.
Вела боевые действия против федерального правительства с 1948 по 1960 год в контексте малайского коммунистического мятежа. После 1960 г. продолжала спорадически вести партизанские столкновения с правительственными войсками на границе с Таиландом.
Армия была официально распущена в 1989 году, когда партизаны согласились сложить оружие в результате мирных соглашений с правительствами Малайзии и Таиланда.
Также была распущена Коммунистическая партия Малайзии.

## В популярной культуре
Боевые действия ОАНМ являются частью сюжета романа Н. Дашкиева «Властелин мира» (1957).